# Freska
Freska je tehnika zidnog slikarstva. Slika se bojama otpornim na vapno, koje se rastapaju u vodi, po svježem sloju žbuke. Boja se suši istovremeno s podlogom i tako se nerazdvojno povezuje s njom. Rad na svježoj žbuci zahtijeva brzinu i sigurnost jer se naknadne promjene mogu izvršiti tek tako da se ukloni čitav sloj žbuke i da se zamijeni novim slojem. Zato su slikari prethodno izrađivali crtež na kartonu koji se u mjeri slagao s konačnim djelom i prenosili obrise na svježu žbuku.
Postoji još jedna varijanta fresko-tehnike, a ona se zove al secco (tal. na suho). Boja se nanosi na osušenu žbuku, koja se prije slikanja osvježi gašenim vapnom. Stapanje boje s podlogom nije tako potpuno i zato dolazi do znatnih oštećenja.

## Povijest
Ova je tehnika bila popularna već u antičko doba, a i prije u starom Egiptu, te civilizaciji Krete.
U srednjem vijeku je od Giottoa (1266. – 1337.) nadalje rado korištena varijanta koja je koristila jednu mješavinu fresko i seko tehnike.Kao dobro očuvan primjer ističe se Cappella degli Scrovegni u Padovi te slike u bazilici San Francesco u Assisi-u.
U doba renesanse i baroka koristila se skoro isključivo klasična fresko tehnika.Najbolji su primjeri Mikelanđelove freske u Sikstinskoj kapeli, te radovi Ghirlandaia i Rafallove stance u Vatikanu.
Najveća freska nalazi se u rezidenciji u Wurzburgu, rad je G.B.Tiepola (677m2), nastala je između 1752. i 1753. godine.

## Vanjske poveznice
- Museum of Ancient Inventions: Roman-Style Fresco, Italy, 50 AD
- Sigiriya Frescoes, The Mary B. Wheeler Collection, University of Pennsylvania Library  Arhivirana inačica izvorne stranice od 26. kolovoza 2013. (Wayback Machine)
- Fresco Paintings